# Pimpla curiosa
Pimpla curiosa är en stekelart som beskrevs av Forster 1888. Pimpla curiosa ingår i släktet Pimpla och familjen brokparasitsteklar. Inga underarter finns listade i Catalogue of Life.